# Nói albinói
Nói albinói (no Brasil, Nói, o Albino) é um filme de drama islandês de 2003 dirigido e escrito por Dagur Kári. Foi selecionado como representante da Islândia à edição do Oscar 2004, organizada pela Academia de Artes e Ciências Cinematográficas.